# UFC 281
UFC 281: Adesanya vs. Pereira fue un evento de artes marciales mixtas producido por Ultimate Fighting Championship que tuvo lugar el 12 de noviembre de 2022 en el Madison Square Garden en Nueva York, Estados Unidos.

## Antecedentes
Se espera que el combate por el Campeonato de Peso Medio de la UFC entre el actual campeón Israel Adesanya y Alex Pereira encabece el evento. La pareja se enfrentó previamente dos veces en combates de kickboxing. La primera en abril de 2016 que Pereira ganó por decisión unánime. Su segundo encuentro tuvo lugar en Glory of Heroes 7 en marzo de 2017 y Pereira ganó por KO en el tercer asalto.
Se espera que en el evento tenga lugar un combate por el Campeonato Femenino de Peso Paja de la UFC entre la actual bicampeona Carla Esparza y la ex campeona Weili Zhang.
Un combate de peso ligero entre Matt Frevola y Ottman Azaitar ha sido reprogramado para este evento. El emparejamiento estaba previamente programado para enfrentarse en enero de 2021 en UFC 257, pero Azaitar fue retirado del combate y su contrato fue brevemente rescindido después de que se determinara que había violado los protocolos de salud y seguridad de COVID-19, ya que intentó ayudar a otros a entrar en la zona de seguridad designada por la UFC durante la semana del combate.
En el pesaje, Ryan Spann y Michael Trizano no alcanzaron el peso. Spann pesó 206.6 libras, 6 décimas de libra por encima del límite del combate de peso semipesado. Trizano pesó 147.6 libras, una y seis décimas de libra por encima del límite del combate de peso pluma. Ambos combates se celebraron en pesos acordados cada uno de ellos recibió una multa del 20% de su bolsa individual, que fue a parar a sus oponentes Dominick Reyes y Seung Woo Choi respectivamente.

## Resultados
1. ↑  Por el Campeonato de Peso Medio de la UFC.
2. ↑  Por el Campeonato de Peso Paja Femenino de la UFC.

## Premios de bonificación
Los siguientes luchadores recibieron bonificaciones de $50000 dólares.
- Pelea de la Noche: Dustin Poirier vs. Michael Chandler
- Actuación de la Noche: Alex Pereira y Weili Zhang

## Consecuencias
Con once finalizaciones, este evento empató a UFC Fight Night: Rockhold vs. Bisping y a UFC 224 con el mayor número de finalizaciones en un solo evento de la UFC. También empató el récord de más finalizaciones en el primer asalto en un solo evento de la UFC con el número de siete.